# Équipe d'Allemagne de rink hockey
L'équipe d'Allemagne de rink hockey est la sélection nationale qui représente l'Allemagne en rink hockey.

## Sélection actuelle
Sélection participant au championnat du monde 2015 :
| Nom            | Poste           | Club                  |
| -------------- | --------------- | --------------------- |
| Patrick Glowka | Gardien         | ERG Iserlohn          |
| Philip Leyer   | Gardien         | RSC Darmstadt         |
| Jan Kutscha    | Gardien         | TuS Düsseldorf-Nord   |
| Nils Hilbertz  | Joueur de champ | HSV Krefeld           |
| Lucas Karschau | Joueur de champ | SK Germania Herringen |
| Liam Hages     | Joueur de champ | SK Germania Herringen |
| Kai Milewski   | Joueur de champ | ERG Iserlohn          |
| Sérgio Pereira | Joueur de champ | ERG Iserlohn          |
| Tobias Paczia  | Joueur de champ | TuS Düsseldorf-Nord   |
| Andre Beckmann | Joueur de champ | TuS Düsseldorf-Nord   |
| Yannick Peinke | Joueur de champ | IGR Remscheid         |

Entraîneur :  Marc Berenbeck